# Moviment Nacionalista Totalitari
El Moviment Nacionalista Totalitari (MNT) fou un grupuscle nacionalista feixista català que se separà de Nosaltres Sols! en la clandestinitat després de l'aixecament d’octubre de 1934.
Creà un efímer nucli format a Barcelona al voltant de l'estudiant d’arquitectura Jacint Goday Prats, potser amb ajut econòmic del consolat italià. Edità el periòdic "Ferms!" (quatre números, agost-novembre de 1935) i introduí el terme “totalitari” en el llenguatge polític català, que incloïa tant l'aspiració a un estatisme (molt pròpia de la moda política dels anys trenta a Europa) com el somni d’una unificació pancatalanista incloent-hi Occitània (l'anomenada “Catalunya totalitària”). El grup no tingué major transcendència que la curiositat que suscità pel seu discurs ideològic. Desaparegué ben aviat i deixà només un rastre en la propaganda més ultranacionalista d'Estat Català durant la Guerra del 1936-1939.